# Lilienporzellan

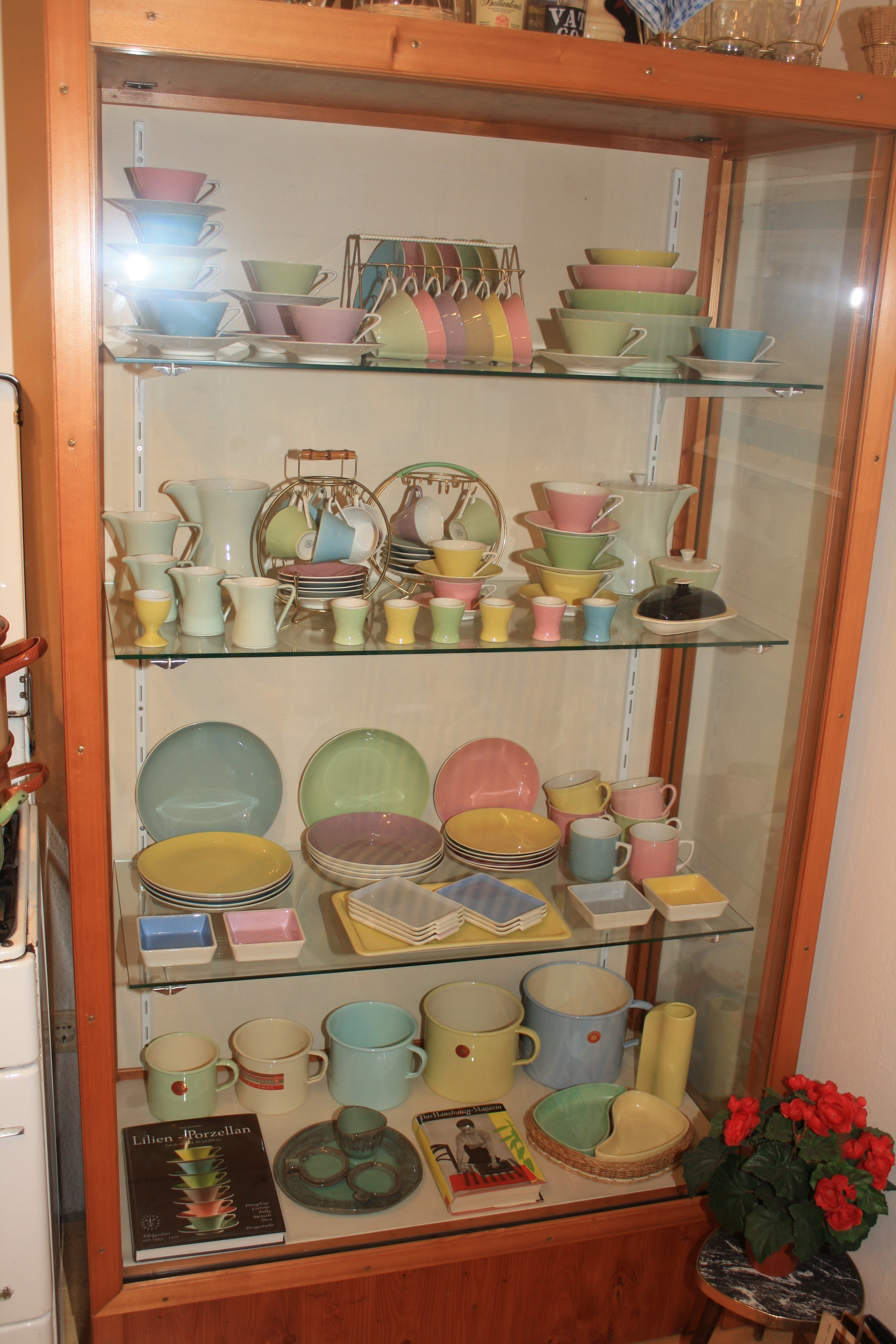
Ausstellungsstücke im Küchenmuseum in Herrnbaumgarten, Niederösterreich

Lilienporzellan (Lilien-Porzellan) bezeichnet verschiedene im Zeitraum 1959 bis 1997 erzeugte Porzellanserien der österreichischen Geschirr-Porzellanfabrik ÖSPAG. Der Name ist auf die drei Lilien im Wappen von Wilhelmsburg und auf das nahe gelegene Stift Lilienfeld zurückzuführen.

## Formen des Lilienporzellans
Die pastellfarbene, konische geformte Serie Daisy wurde zum ersten Mal im Jahr 1959 präsentiert. Unter der Kollektion Melange wurden verschieden gefärbte Daisy-Einzelteile zu einem bunten Geschirrservice zusammengestellt. Das farbenfrohe Geschirr traf den Geschmack der Nachkriegsbevölkerung und wurde zum Verkaufsschlager. Dabei war die bunte Kollektion Daisy Melange nicht nur eine geschickte Marketing-Idee, sondern auch eine technische Notlösung, da in der Fertigung kein durchgängig einheitlicher Farbton erreicht werden konnte (was bei einem einfärbigen Service problematisch gewesen wäre). Verkaufsfördernd war außerdem eine 20-jährige Nachkauf-Garantie für Daisy. Die Form Daisy gab es nicht nur in den sechs verschiedenen Farben, sondern auch mit Dekor „Feder“ (mit gelbem oder blauem Deckel) oder mit Dekor „Raute“ (mit gelbem oder blauem Deckel).
Die geschwungene, weiße, gemusterte oder einfarbige Form Corinna (zuerst Flamingo) wurde ab 1959 erzeugt. Es gab verschiedene Dekore, wie „Seladon“ (Mintgrün), „Stylo“ (weißer Hintergrund mit gelben und blauen Strichen), „Taubengrau“, „Tropfen“ und „Feder“.  Da die dünnwandigen Teile relativ oft in Brüche gingen und die Erzeugungskosten zu hoch waren, wurde die Produktion von Corinna nach wenigen Jahren wieder eingestellt.
Die Form Dora wurde etwa fünf Jahre lang in Wilhelmsburg produziert. Sie wurde in weiß, dunkelgrün, beige sowie mit Dekor Donaugold und Mohnblumen angeboten.
Die Form Dolly mit den zylindrischen Kannen wurde nur wenige Monate im Jahre 1963 produziert. Sie wurde im Dekor Siebdruck mit weißem oder dottergelbem Hintergrund, später ohne Siebdruck hergestellt. Die Produktion war aufwendig und teuer und wurde deswegen nach kurzer Produktionszeit wieder eingestellt.
Die ebenfalls zylindrische Form Menuett mit senkrecht gezogenen Rillen, die an griechische Säulen erinnern, war wieder ein Erfolg und wurde von 1963 bis 1976 produziert. Sie wurde in Noblesse grau, Scotch, Duo und Azurro sowie weiß angeboten.
Lilienporzellan ist in Österreich beliebt und in Sammlerkreisen nach wie vor begehrt.

## Spezialmuseum für Lilien-Porzellan und Wilhelmsburger Steingut

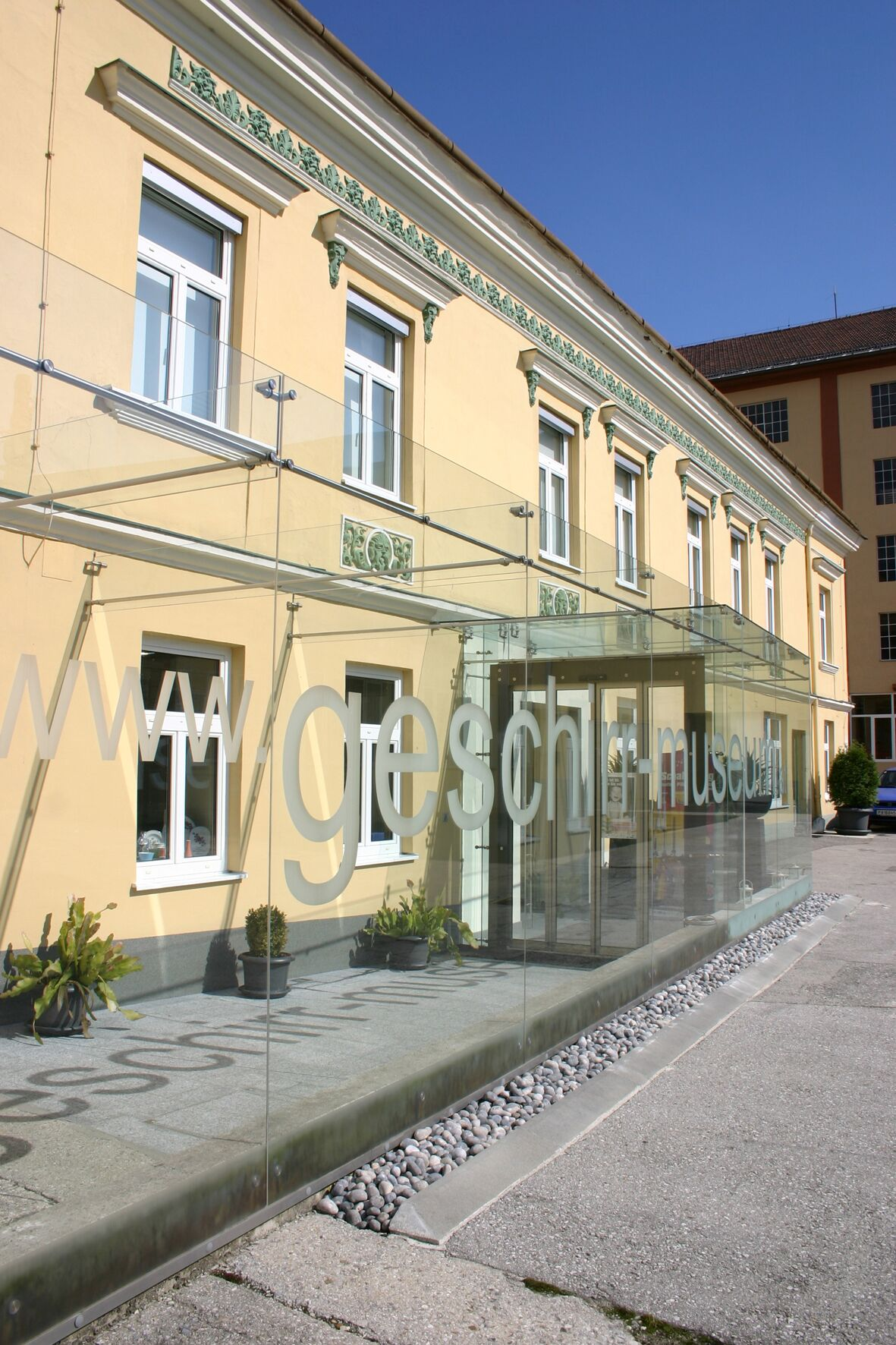
Außenansicht Geschirr-Museum

Heute befindet sich in der Winckhlmühle das Wilhelmsburger Geschirr-Museum, das durch den Verein Wilhelmsburger Geschirr-Museum betreut wird.
Der Verein erhielt folgende Auszeichnungen:
- 2009 Österreichisches Museumsgütesiegel (2014 Verlängerung bis 2019)
- 2012 Bundes-Ehrenzeichen der Republik Österreich für zwei Vereinsmitglieder
- 2014 Österreichischer Museumspreis: Anerkennungsurkunde im Bereich Bewahrung, für das vorbildliche Engagement zum Erhalt regionalen Kulturguts.

Im Jahr 2015 wurde das Wilhelmsburger Steingut-Schaudepot in Räumlichkeiten der historischen Geschirrfabrik eröffnet. Zu sehen sind über 10.000 Exponate: die einstige Sammlung von Berndt Kirsch ergänzt durch Dauerleihgaben und Schenkungen.